# Эспла
Эспла́ (фр. Esplas) — коммуна во Франции, находится в регионе Юг — Пиренеи. Департамент коммуны — Арьеж. Входит в состав кантона Савердён. Округ коммуны — Памье.
Код INSEE коммуны — 09117.

## Население
Население коммуны на 2008 год составляло 92 человека.
| 1962 | 1968 | 1975 | 1982 | 1990 | 1999 | 2008 |
| ---- | ---- | ---- | ---- | ---- | ---- | ---- |
| 79   | 96   | 94   | 104  | 72   | 93   | 92   |

## Экономика
В 2007 году среди 51 человека в трудоспособном возрасте (15—64 лет) 31 были экономически активными, 20 — неактивными (показатель активности — 60,8 %, в 1999 году было 65,3 %). Из 31 активных работали 28 человек (16 мужчин и 12 женщин), безработных было 3 (1 мужчина и 2 женщины). Среди 20 неактивных 9 человек были учениками или студентами, 5 — пенсионерами, 6 были неактивны по другим причинам.